# 長井長義
長井 長義（ながい ながよし、ドイツ語: Wilhelm Nagayoshi Nagai, Nagajosi Nagai、1845年7月24日〈弘化2年6月20日〉 - 1929年〈昭和4年〉2月10日）は、日本の薬学者、化学者、教育者。東京帝国大学名誉教授。日本薬学会初代会頭、大日本製薬技師長。日独協会理事長。帝国学士院会員。学位は哲学博士（ベルリン大学）、理学博士（明治天皇勅令）、薬学博士（明治天皇勅令）。名は直安、長吉。号は朴堂。ドイツ名はヴィルヘルム（Wilhelm）。エフェドリンの発見者、メタンフェタミンの合成者。

## 生涯

### 生い立ち
1845年7月24日、阿波国名東郡常三島村薙刀丁（現 徳島県徳島市中常三島町2丁目）に、長井琳章と田鶴子の長子として生まれた。初名は直安、幼名は長吉。
長井家は代々、阿波徳島藩の初代藩主からの典医として信頼が篤く、父の長井琳章は第十二代藩主・蜂須賀斉昌に仕えた本草学者だった。妻・田鶴子が1849年（嘉永2年）に25歳で早逝したため、琳章は医師としての自責の念から、ますます医薬に没頭した。このような事情から、琳章は長義を医師とするべく、小さい頃からあらゆる知識を教え込んだ。漢学塾と蘭学塾にも通わせている。第十三代藩主・蜂須賀斉裕の小姓として父と一緒に登城する道すがら、琳章は薬草となる草木を見つけ出して長義に効能などを教えていた。

### 長崎留学
1866年（慶応2年）11月、徳島藩主斉裕は、22歳の長井に長崎留学を命じた。鎖国のなか、外国の知識を本格的に学ぶには、長崎に留学するほかなかった。また、海外に留学するにも、まずは長崎に留学するという風潮となっていた。精得館に入学し、西洋医学をマンスフェルト（C.G. van Mansvelt）から、化学をボードウィン（Anthonius Franciscus Bauduin）から学んだ。
医学を漢方で学んできた長井だが、下宿先が（後に日本写真界の開祖となる）上野彦馬宅であったことも大きく影響し、化学に惹かれるようになった。本来はハラタマ（Koenraad Wolter Gratama）のもとで学ぶ予定だったが、ちょうどハラタマが江戸に移っていたため、上野宅で化学実験を勉強することとなったのだが、このことは後にドイツで非常に役に立つこととなる。写真は当時最先端の技術であり、上野宅には名士が集まっていた。ここで長井は坂本龍馬、大久保利通、伊藤博文の熱弁に触れている。

### ドイツ留学

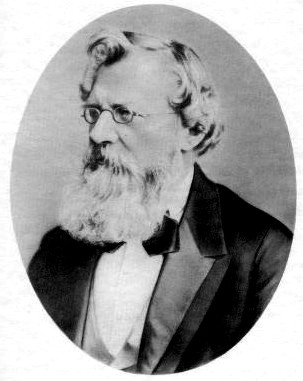
師のアウグスト・ヴィルヘルム・フォン・ホフマン

1871年（明治4年）、明治新政府は第一回国費留学生として、各分野から11名をアメリカ・ヨーロッパへ留学させた。長井はその1人に選ばれた。専攻分野により留学先は異なり、陸軍はフランスに、海軍はイギリスにという具合に留学先国は決まっていた。長井は医学を目指していたため、ドイツ（当時プロイセン王国）への留学となった。
ただし、長井はいったん実家に戻っていたため、所定の出発船に遅れてしまった。このため一同とは違うルート、アメリカ経由で出発し、イギリスで先発と合流した。この時のことは長井の日記に克明に書かれている。その後、ドイツのベルリンに渡り、青木周蔵駐独代理公使に下宿先を周旋された。
その翌年よりベルリン大学に入学した。最初の講義はヘルムホルツ（Hermann Ludwig Ferdinand von Helmholtz）の植物学であったが、幼少の頃より父から植物について教え込まれていた長井にとって、和名がすぐ思い浮かび分かりやすい授業となり、内容的にもその後の研究に大きな影響を与えることとなった。リービッヒ（Justus von Liebig）の教え子であるヴィルヘルム・ホフマン（August Wilhelm von Hofmann）の化学の授業もあった。
この二つの授業が、その後の長井の方向性を決定づけることとなった。ホフマンに師事して化学・薬学を学び、化学実験などに没頭していく。しかし、医学を学ぶという名目で国費留学していることと、父を継ぐ事情があるため、化学探求への決心が鈍った。青木などに相談したところ「医師も薬も病気を治すもの」と黙認された。
ホフマンと助手のミリウス（Franz Mylius）は、教室でただ一人の日本人である長井を暖かく指導した。教室の先輩であるチーマン（Ferdinand Tiemann）と共同研究者となった。丁字油からオイゲノールを抽出し、さらに誘導体を作る実験を行い、バニラ豆からオイゲノールを経由してバニリン（ワニリン）を分離することに成功。その他、バニリン酸、桂皮酸、プロトカテク酸の誘導体などをミリウス、チーマンと連名で発表していった。
ホフマンの教授助手に選ばれた後、功績を認められ、ベルリン大学よりドクトル・デア・フィロゾフィー Doktor der Philosophie 学位（Ph.D.に相当）を授与された。
ドイツ留学中、ホフマンは長井をベルリン大学に留めておきたいと考え、ドイツ人女性との婚姻を勧めた。長井には伏せて、下宿先のラーガシュトレーム夫人（Marie von Lagerström）に仲介を依頼した。こういった公私併せた周囲の尽力があり、ギーセン大学でのリービッヒ銅像除幕式の帰路、フランクフルトでテレーゼ・シューマッハと出会った。のちの長井テレーゼである（後述）。

### エフェドリンの発見
バニリンの分離の後、日本政府は長井に帰国を要請した。日本の薬学を進展させ、大規模な製薬会社をつくるためである。帰国した長井には大きな期待がかけられていた。
- 大日本製薬合資会社設立への参加要請
- 帝国大学教授 理学部化学科の化学担任・医学部での薬化学専任
- 文部省諮詢総会の会合に推挙
- 内閣省御用係兼務
- 衛生局東京試験局長
- 中央衛生会委員
- 叙勲 正六位

翌1885年（明治18年）に麻黄からエフェドリンを発見。その後、これが大量に合成可能であることを証明した。これは、気管支喘息患者にとって、呼吸困難から救われる福音となった。
実家に結婚についての話をした後、1887年ドイツに戻り、テレーゼの故郷アンダーナッハで盛大な結婚式を挙げた。実家から式場まで長い絨毯が敷かれたという。
東京薬学会（1878年発足、現 日本薬学会）の1885年の例会で、長井長義は演説を行い、次のように締めくくった。
この演説は、若い薬学者に希望を与えるとともに、当時の日本の薬学についての状況と、長井自身の立場と役割を明確に述べている。こののち、1887年に東京薬学会の初代会頭に就任した。
1893年には、このエフェドリンからメタンフェタミンの単離に成功し、覚醒剤の元を生み出す。

### 女子教育
自身の研究だけでなく、テレーゼ夫人とともに女子教育にも力を入れ、日本女子大学や雙葉会・雙葉学園への設立協力と化学教育の推進など、女子教育の向上にも貢献した。ドイツ留学時代にベルリン大学などで、女子学生や助手などを目の当たりにした実感が、「日本においても女子教育が必須である」という信念に結びついたものである。
日本女子大学校創立の6年後、藤田伝三郎の出資により「香雪化学館」が創設されたが、長井はここに、当時最新のドイツ式実験設備を備えた。日本女子大学校からは丹下ウメ（日本初の女性農学博士）、鈴木ひでる（日本初の女性薬学博士）らが第1号生として輩出。丹下は東北帝国大学（現・東北大学）に合格、女性で日本初の帝国大学入学者となった。東北大学にはその旨の碑文が建てられた。
教え子には黒田チカ（日本初の女性化学者、お茶の水女子大学教授）らも居る。
同じ頃に、雙葉会と雙葉学園の創立にも尽力。雙葉会のシンボルであるフタバアオイは、植物に精通している長井の提案が生きている。

### 医薬分業と旧制薬学専門学校
当時の日本では、薬学はあくまで医学の一分野であるという認識だった。しかし明治薬学専門学校（現明治薬科大学）校長の恩田重信が医薬分業を主張し、ドイツ帰りの長井もこれに同調し、一部の反発を買うほど苦言と提言を強く主張した。
1923年（大正12年）の関東大震災では明治薬専が焼失してしまうが、長井は恩田を「財産や名誉の損失は取り返しがつくが、勇気を失ったら万事休す」というドイツのことわざで励ました。テレーゼの自発的な行動が元で、長井夫妻は明治薬専再建のための資金調達に飛び回ったが、これは当時としては画期的なことであった。
富山薬学専門学校（現 富山大学薬学部）の官立化に尽力した。これは副次的に熊本薬学専門学校（現 熊本大学薬学部）の官立化にもつながった。
長井の故郷である徳島にも、長井の進言で1922年（大正11年）、徳島高等工業学校応用化学科に製薬化学部が創設された。これは現在の徳島大学薬学部・大学院薬科学教育部で、ここには「長井記念ホール」がある 。
1929年（昭和4年）、風邪に起因する急性肺炎で逝去。墓は冨士霊園にある。

## 業績
漢方薬の研究と成分抽出は特筆すべき業績である。マオウ属（麻黄）からのエフェドリン抽出に成功し、のちに大量合成が可能であることを証明した。これは、多くの喘息患者の苦痛を取り除くことになった。エフェドリンは、現在でも誘導体 dl-塩酸メチルエフェドリンという成分名で、気管支拡張剤として市販の感冒薬（風邪薬）にも配合されている。
日本薬学会の初代会頭に推挙され就任し、終身、心血を注いだ。また、東京帝国大学（現東京大学）医学部薬学科教授、大日本製薬合資会社（半官半民、後の大日本製薬株式会社、現在の住友ファーマ株式会社）技師長を務めるなど、日本の薬学・化学の先駆者の一人である。日本薬局方の整備にも尽力し、それまで「質が悪い」と敬遠されてきた、日本製医薬品の大幅な品質向上に寄与した。さらに、日本各地の薬剤師に直接指導も行った。医薬分業と薬専（薬学専門学校）の官立化にも大きく貢献した。日本薬学の父たるゆえんである。
日独協会の理事長、教学研鑽和仏協会の委員を務めるなど、明治時代における日本社会の国際化に大きく貢献した。また、第一次世界大戦後のハイパーインフレーションにより危機に陥ったドイツ薬業界の救済のために義捐金を募り、200マルク（当時）を贈った。

## 家族

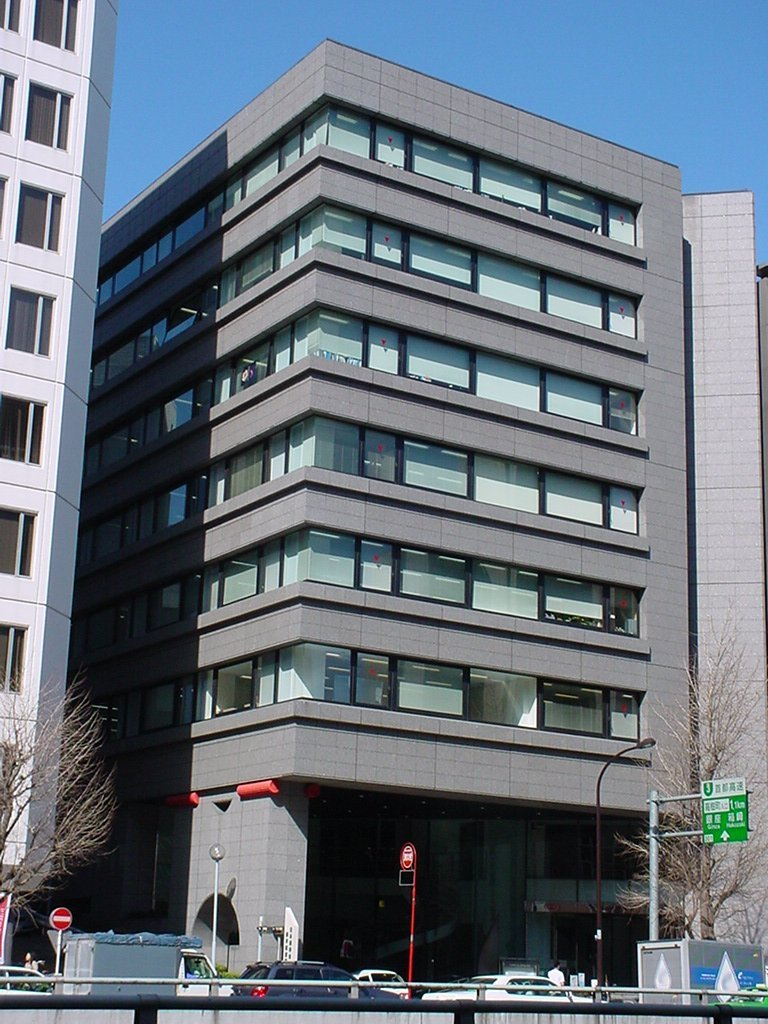
日本薬学会長井記念館新館（東京渋谷2丁目）

夫人のテレーゼ・シューマッハ（ドイツ語: Therese Schumacher、1862年–1924年8月29日）は、ドイツ・アンダーナッハの石材・木材を扱う旧家の出身。長井とテレーゼとのロマンスについては、参考文献『長井長義とテレーゼ』に詳しい。
後に、長井と共に帰朝したテレーゼは、日本女子大学と雙葉学園で教鞭を執り、ドイツ語を教えたという。日本女子大学の家政科では、食材の栄養価、ドイツ料理を、ドイツの風習を交えて教えるなど、長井と共に早期の女子教育に資した。テレーゼの几帳面さはこのような場面で効果的に発揮された。
1922年（大正11年）に日本を訪れたアルベルト・アインシュタインとエルザ夫人のドイツ語通訳も務めている。テレーゼはその2年後、1924年8月29日に長野県軽井沢町の別荘で胆石症により逝去した。
長義との間に3人の子供を授かった。長男・亜歴山（アレキサンダー）、長女・エルザ、次男・維理（ウィリー）。家庭内ではドイツ語を使うように子供達にも徹底していた。
長男の亜歴山（Arekisan Nagai, 1887-1966）は東京帝国大学を卒業後外交官となり、勝海舟の孫（三女：逸子の子）・多計代（1891-1973）を妻とした。駐独日本大使館付商務官となり、第二次世界大戦のベルリン陥落後にアメリカ軍によりワシントンD.C.に連行され、終戦後は弁護士として活動、晩年は父の生まれ故郷である徳島で暮らした。6ヶ国語に精通し絵画や音楽を愛し、学生時代には一高の寮歌を手掛けたほか、ベルリン時代には日本人演奏家を支援したり、竹久夢二や東山魁夷などを招いて自邸で日本画講習会を開いたりするなど日独交流に努めた。ドイツの石材を使った晩年の住まいは八坂神社（徳島市眉山町大滝山）の所有となり、現在「花見山 心の手紙館」として使われている。
長女エルザ（Elsa Nagai, 1888-?）はアメリカ人のディック・バンネル（Mark Dick Bunnell）と1916年に結婚した。バンネルはアメリカ合衆国シークレットサービスの元諜報部員を経て、1913年-14年の大リーグ世界ツアーの主催者のひとりとなり、1913年12月にツアーの一環として日本を訪れたことがあった。結婚後バンネルはサンフランシスコのGillespie & Company社に勤め、長井の持つ特許のいくつかを譲り受けた。1921年にバンネルが亡くなり、エルザは東京でアメリカのGordon-Van Tine（組立住宅の通販会社）などの輸入代理業を営んだ。
次男の維理（Willy Nagai, 1892-?）は一高から東京帝国大学化学科に進み、化学者となった。音楽好きで、東京大学管弦楽団の指揮者であり声楽もした。文部省科学官から化学科課長、文部省大学学術局学術課長、ユネスコ日本委員会調査課長などを務めた。

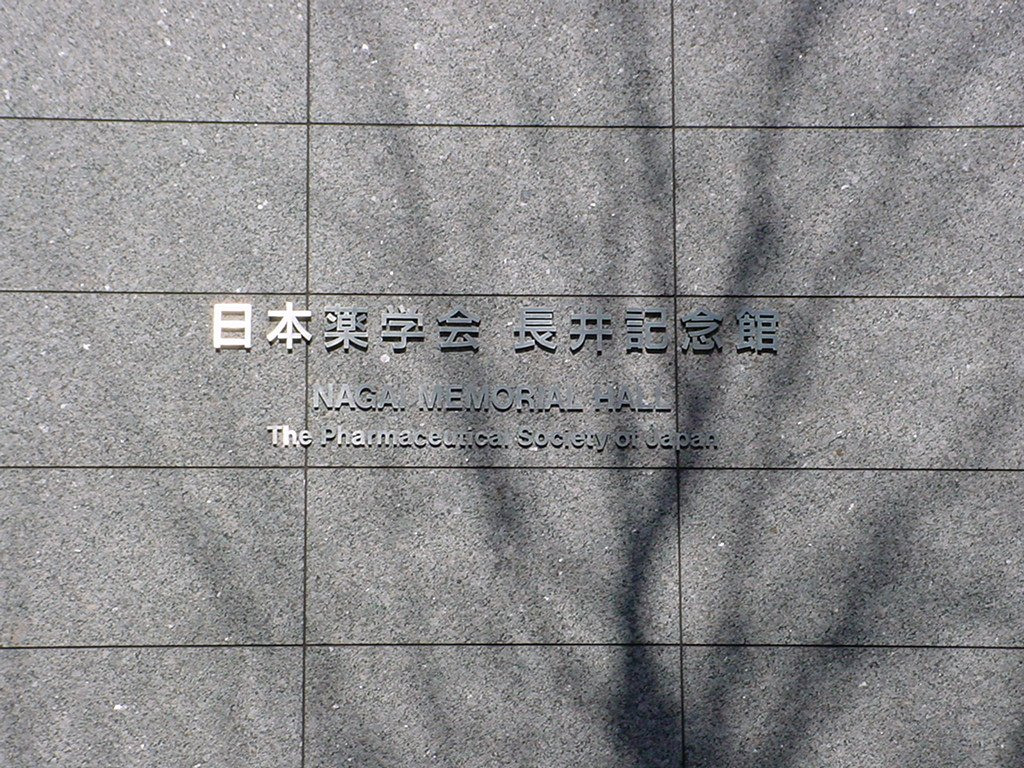
日本薬学会長井記念館新館の入口前の表示

長井家は日本薬学会に旧長井邸の敷地や軽井沢の土地を寄贈するなど貢献。日本薬学会の事務所は、1972年竣工・1989年解体の日本薬学会長井記念館、1991年竣工の日本薬学会長井記念館新館に入っている。新館の建設に対し、長義の孫の長井貞義が寄付をしている。1階には胸像と由来書がある。長井記念館新館地下2階のレストランの名は「テレーゼ」である。
長井長義、長井亜歴山、長井貞義の父祖三代に渡り、ドイツ功労大十字勲章を受ける。

## 栄典
位階
- 1884年（明治17年）10月13日 - 正六位[30]
- 1894年（明治27年）10月20日 - 従五位[31]
- 1897年（明治30年）10月30日 - 正五位[32]
- 1901年（明治34年）3月20日 - 従四位[33]
- 1911年（明治44年）6月20日 - 従三位[34]
- 1920年（大正9年）7月20日 - 正三位[35]

勲章等
- 1900年（明治33年）12月20日 - 勲四等瑞宝章[36]
- 1902年（明治35年）12月27日 - 勲三等瑞宝章[37]
- 1909年（明治42年）12月25日 - 勲二等瑞宝章[38]
- 1919年（大正8年）12月25日 - 勲一等瑞宝章[39]

外国勲章
- 1927年（昭和2年） - 独逸国赤十字第一等名誉章。ドイツ薬学会名誉会員へ推挙。
- 1929年（昭和4年） - 逝去後、ローマ法王庁より「聖セブルクロ勲一等大十字章」が伝達[9]

学位
- 1888年（明治21年）5月7日 - 理学博士[40][9]
- 1899年（明治40年） - 勅令第344号により学位に薬学が加えられ、長井は薬学博士第1号となった。[9]

## 論文
- 長井長義、「藥業ノ性質」『藥學雜誌』 1888年 74号 p.148-154, NAID 110003614484, 日本薬学会
- 長井長義、「欧州薬学史」『薬学雑誌』 1885年 38巻 p.139-145, NAID 10011395454
- 長井長義、「祭文」『植物学雑誌』 1909年 23巻 269号 p.230-231, doi:10.15281/jplantres1887.23.269_230, 日本植物学会
- 長井長義、「漢藥麻黄成分研究成績」『東京化學會誌』 1892年 13巻 p.29a-35, doi:10.1246/nikkashi1880.13.29a, 日本化学会
- 長井長義、「日本産白芥子ノ試驗成績」『藥學雜誌』 1892年 1892巻 126号 p.755-757, doi:10.1248/yakushi1881.1892.126_755, 日本薬学会
- 長井長義, 金尾清造、「メチール・エフェドリン立體異性體の合成」『藥學雜誌』 1929年 49巻 4号 p.305-314, doi:10.1248/yakushi1881.49.4_305, 日本薬学会

## 映画
- 長井長義映像評伝「こころざし～舎密を愛した男～」徳島大学長井長義映像評伝実行委員会 - 平成23年（2011年）。『舎密（せいみ）』とは化学のこと[41][42][43]。